# Odontanthias xanthomaculatus
Odontanthias xanthomaculatus là một loài cá biển thuộc chi Odontanthias trong họ Cá mú. Loài này được mô tả lần đầu tiên vào năm 1979.

## Từ nguyên
Từ định danh xanthomaculatus được ghép bởi hai âm tiết: xanthós (bắt nguồn từ ξανθός trong tiếng Hy Lạp cổ đại; "màu vàng") và maculatus (trong tiếng Latinh nghĩa là "có đốm"), hàm ý đề cập đến vệt vàng kéo dài từ gai vây lưng thứ 8 đến tia vây lưng thứ 5 ở loài này.

## Phân loại
O. xanthomaculatus ban đầu nằm trong chi gốc Anthias rồi được chuyển sang chi Pseudanthias, nhưng khi kiểm tra lại mẫu định danh (là một cá thể chưa trưởng thành) thì loài này lại được chuyển sang chi Odontanthias dựa vào hình dạng các vây và chỉ số đếm (meristic).

## Phạm vi phân bố và môi trường sống
O. xanthomaculatus ban đầu chỉ được biết đến ở vùng biển ngoài khơi phía nam Nouvelle-Calédonie, được thu thập ở độ sâu khoảng 200 m. So sánh O. xanthomaculatus với các mẫu vật O. grahami thu thập tại sống núi Lord Howe thì hai loài danh nghĩa này là cùng một loài, do đó O. grahami là danh pháp đồng nghĩa của O. xanthomaculatus. Điều này giúp mở rộng phạm vi của O. xanthomaculatus đến bờ biển bang New South Wales (Úc) và phía bắc biển Tasman.

## Mô tả
Số gai ở vây lưng: 10; Số tia ở vây lưng: 14; Số gai ở vây hậu môn: 3; Số tia ở vây hậu môn: 7; Số gai ở vây bụng: 1; Số tia ở vây bụng: 5; Số tia ở vây ngực: 16; Số vảy đường bên: 37.